# Lijst van bouwwerken van Johannes van Reijendam
Dit is een (incomplete) lijst van bouwwerken van architect Johannes van Reijendam (1868-1959). Van Reijendam heeft slechts vijf jaar in Hoorn gewerkt, maar heeft juist daar een flink oeuvre achtergelaten.
| Bouw    | Naam                                                      | Plaats         | Bijzonderheden | Afbeelding                     |
| ------- | --------------------------------------------------------- | -------------- | --- | ------------------------------ |
| 1895    | Pakhuis met bovenwoningen                                 | IJmuiden       | Eerste, bekende, zelfstandige opdracht als architect |                                |
| 1897    | Telefoongebouw                                            | IJmuiden       | |                                |
| 1900    | Baanstraat 36-38                                          | Hoorn          | Eerste ontwerp, tevens eigen woning en kantoor aan huis, in Hoorn | Baanstraat 36-38 (Hoorn)       |
| 1900    | Grote Noord 32                                            | Hoorn          | Sigarenfabriek, pui gewijzigd. |                                |
| 1901    | Bergplaats Algemene begraafplaats aan het Keern           | Hoorn          | Per 17 september 2017 is de begraafplaats een gemeentelijk monument en maakt het berghok daar onderdeel van uit.                                                              | Baarhuisje/bergplaats          |
| 1902    | Pui                                                       | Hoorn          | De pui is ontworpen door Van Reijendam, het pand mogelijk door A.C. Bleijs | Grote Havensteeg 20 (Hoorn)    |
| 1902    | Woonhuis Grote Noord 82                                   | Hoorn          | |                                |
| 1902    | Kleine Noord 15-17                                        | Hoorn          | Gemeentelijk monument. Decoraties op de gevel zijn verwijderd. | Kleine Noord 15 (Hoorn)        |
| 1902    | Burgeravondschool                                         | Hoorn          | Onderdeel van het pand Muntstraat 4, valt onder de rijksbescherming van dat pand.                                                                                             |                                |
| 1904    | Noorderstraat 8                                           | Hoorn          | | Noorderstraat 8 (Hoorn)        |
| 1923    | Conciërgewoning aan de Egmonderstraat 1                   | Alkmaar        | Gemeentelijk monument | Bergerweg 3                    |
| 1924    | Herenhuis op de hoek van de Egmonderstraat en Nassauplein | Alkmaar        | Gemeentelijk monument | Egmonderstraat 1               |
| 1929    | Restauratie pui                                           | Hoorn          | Het ontwerp stamt uit 1927. De bovenzijde van de gevel werd gerestaureerd, de pui werd nieuw gebouwd naar ontwerp van Van Reijendam. Het pand is aangewezen als rijksmonument |                                |
| 1929-30 | Restauratie Mariatoren                                    | Hoorn          | Bouw nieuwe voorgevel |                                |
| 1931    | Schoolgebouw                                              | Nieuwe Niedorp | Ontworpen samen met zijn zoon | Schoolgebouw in Nieuwe Niedorp |
| 1932    | Restauratie voorgevel Kerkstraat 1                        | Hoorn          | In 1928 ontworpen, het pand is aanwezen als rijksmonument |                                |
| 19..    | Herenhuizen Oude Doelenkade                               | Hoorn          | Rijtje is gezamenlijk rijksmonument | Oude Doelenkade 27-37          |